# Silaum perfoliatum
Silaum perfoliatum är en flockblommig växtart som först beskrevs av Pharm. och Carl Friedrich Wilhelm Wehmer, och fick sitt nu gällande namn av Minosuke Hiroe. Silaum perfoliatum ingår i släktet ängssiljor, och familjen flockblommiga växter. Inga underarter finns listade i Catalogue of Life.